# Erfarenhet
Erfarenhet är ett filosofiskt begrepp som ofta kopplas till upplevelser och förvärvandet av färdigheter.
Det är ett allmänt begrepp som innefattar kunskap om, färdighet i eller observation av någon händelse som tjänats genom deltagande eller utsatthet. Begreppet avser vanligen kunnande eller procedurkunskap, snarare än förslagskunskap; internutbildning snarare än boklärande. Filosofer kallar kunskap baserad på erfarenhet för "empirisk kunskap" eller "aposteriorisk kunskap". Förhör om erfarenhet har en lång tradition i kontinental filosofi.
En person med stor erfarenhet inom ett visst område kallas ofta expert eller specialist.
Erfarenhet kan vara fysisk, mental, känslomässig, andlig, social eller subjektiv.